# Liste der Bodendenkmale in Dobersdorf
In der Liste der Bodendenkmale in Dobersdorf sind die Bodendenkmale der Gemeinde Dobersdorf nach dem Stand der Bodendenkmalliste des Archäologischen Landesamts Schleswig-Holstein von 2016 aufgelistet. Die Baudenkmale sind in der Liste der Kulturdenkmale in Dobersdorf aufgeführt.
| Denkmal-ID           | Befundart               | Bezeichnung                              | Zeitstellung                 | Lage | Bemerkungen | Bild |
| -------------------- | ----------------------- | ---------------------------------------- | ---------------------------- | ---- | ----------- | ---- |
| aKD-ALSH-Nr. 002 602 | Grabmal > Grabhügel     | Grabhügel                                | Vor- und/oder Frühgeschichte |      |             |      |
| aKD-ALSH-Nr. 002 603 | Grabmal > Grabhügel     | Grabhügel                                | Vor- und/oder Frühgeschichte |      |             |      |
| aKD-ALSH-Nr. 002 604 | Grabmal > Grabhügel     | Grabhügel                                | Vor- und/oder Frühgeschichte |      |             |      |
| aKD-ALSH-Nr. 002 605 | Grabmal > Grabhügel     | Grabhügel                                | Vor- und/oder Frühgeschichte |      |             |      |
| aKD-ALSH-Nr. 002 606 | Grabmal > Grabhügel     | Grabhügel                                | Vor- und/oder Frühgeschichte |      |             |      |
| aKD-ALSH-Nr. 002 607 | Steinsetzung            | Steinsetzung                             |                              |      |             |      |
| aKD-ALSH-Nr. 002 608 | Grabmal > Grabhügel     | Grabhügel                                | Vor- und/oder Frühgeschichte |      |             |      |
| aKD-ALSH-Nr. 002 609 | Grabmal > Grabhügel     | Grabhügel                                | Vor- und/oder Frühgeschichte |      |             |      |
| aKD-ALSH-Nr. 002 610 | Grabmal > Grabhügel     | Grabhügel                                | Vor- und/oder Frühgeschichte |      |             |      |
| aKD-ALSH-Nr. 002 611 | Grabmal > Grabhügel     | Grabhügel                                | Vor- und/oder Frühgeschichte |      |             |      |
| aKD-ALSH-Nr. 002 612 | Grabmal > Grabhügel     | Grabhügel                                | Vor- und/oder Frühgeschichte |      |             |      |
| aKD-ALSH-Nr. 002 613 | Grabmal > Großsteingrab | Steinkammer                              | Neolithikum                  |      |             |      |
| aKD-ALSH-Nr. 002 614 | Grabmal > Langbett      | Langbett/Steinreihe                      | Neolithikum                  |      |             |      |
| aKD-ALSH-Nr. 002 615 | Grabmal > Langbett      | Langbett/Steinreihe                      | Neolithikum                  |      |             |      |
| aKD-ALSH-Nr. 002 616 | Befestigung > Burg      | Burg/Motte/Ringwall/Turmhügel            | Mittelalter                  |      |             |      |
| aKD-ALSH-Nr. 002 617 | Grabmal > Grabhügel     | Grabhügel                                | Vor- und/oder Frühgeschichte |      |             |      |
| aKD-ALSH-Nr. 002 618 | Grabmal > Langbett      | Langbett/Steinreihe                      | Neolithikum                  |      |             |      |
| aKD-ALSH-Nr. 002 619 | Grabmal > Langbett      | Langbett/Steinreihe                      | Neolithikum                  |      |             |      |
| aKD-ALSH-Nr. 002 620 | Grabmal > Großsteingrab | Steinkammer 1                            | Neolithikum                  |      |             |      |
| aKD-ALSH-Nr. 002 621 | Grabmal > Grabhügel     | Grabhügel                                | Vor- und/oder Frühgeschichte |      |             |      |
| aKD-ALSH-Nr. 002 622 | Grabmal > Grabhügel     | Grabhügel                                | Vor- und/oder Frühgeschichte |      |             |      |
| aKD-ALSH-Nr. 002 623 | Grabmal > Langbett      | Langbett/Steinreihe                      | Neolithikum                  |      |             |      |
| aKD-ALSH-Nr. 002 624 | Grabmal > Langbett      | Langbett/Steinreihe                      | Neolithikum                  |      |             |      |
| aKD-ALSH-Nr. 002 625 | Befestigung > Burg      | Burg/Motte/Ringwall/Turmhügel            | Mittelalter                  |      |             |      |
| aKD-ALSH-Nr. 002 626 | Grabmal > Grabhügel     | Grabhügel                                | Vor- und/oder Frühgeschichte |      |             |      |
| aKD-ALSH-Nr. 002 627 | Grabmal > Grabhügel     | Grabhügel                                | Vor- und/oder Frühgeschichte |      |             |      |
| aKD-ALSH-Nr. 002 628 | besonderer Stein        | Inschriftenstein/Grenzstein/Schalenstein |                              |      |             |      |
| aKD-ALSH-Nr. 002 629 | Grabmal > Grabhügel     | Grabhügel                                | Vor- und/oder Frühgeschichte |      |             |      |
| aKD-ALSH-Nr. 002 630 | Grabmal > Grabhügel     | Grabhügel                                | Vor- und/oder Frühgeschichte |      |             |      |
| aKD-ALSH-Nr. 002 631 | Grabmal > Grabhügel     | Grabhügel                                | Vor- und/oder Frühgeschichte |      |             |      |
| aKD-ALSH-Nr. 002 632 | Grabmal > Grabhügel     | Grabhügel                                | Vor- und/oder Frühgeschichte |      |             |      |
| aKD-ALSH-Nr. 002 633 | Grabmal > Grabhügel     | Grabhügel                                | Vor- und/oder Frühgeschichte |      |             |      |